# (1901) Moravia
(1901) Moravia – planetoida należąca do zewnętrznej części pasa głównego asteroid okrążająca Słońce w ciągu 5 lat i 310 dni w średniej odległości 3,25 j.a. Została odkryta 14 stycznia 1972 roku w Hamburg-Bergedorf Observatory w Bergedorfie przez Luboša Kohoutka. Nazwa planetoidy pochodzi od Moraw, krainy historycznej w Czechach, rodzinnego rejonu odkrywcy. Przed nadaniem nazwy planetoida nosiła oznaczenie tymczasowe (1901) 1972 AD.